# Stefania Liberakakis
Stefania Liberakakis (Grec: Στεφανία Λυμπερακάκη; Utrecht, 17 de desembre del 2002) és una cantant i actriu greconeerlandesa.
El 2014 Liberakakis va participar en la tercera temporada de The Voice Kids als Països Baixos i després va cantar durant dos anys al cor de nens Kinderen voor Kinderen. El 2016 va formar part del grup musical Kisses, que va ser seleccionat per representar els Països Baixos al Festival de la Cançó d'Eurovisió Júnior 2016 a Malta amb la cançó Kisses & Dancin'. Van acabar en vuitè lloc. Dos anys després va sortir la seva primera cançó en solitari Stupid Reasons. A partir del 2018 va estar a la sèrie de televisió Brugklas i a tres pel·lícules, Brugklas: De Tijd van mijn Leven, De Club van Lelijke Kinderen i 100% Coco New York.
El 2020 va ser elegida internament per representar Grècia al Festival de la Cançó d'Eurovisió 2020, que s'hauria celebrat a la ciutat neerlandesa de Rotterdam en cas de no haver sigut cancel·lat per la pandèmia per coronavirus de 2019-2020, amb la cançó SUPERG!RL. A causa de la suspensió del certamen de 2020, la radiodifusora pública grega la va seleccionar internament per a representar el país hel·lè al Festival de la Cançó d'Eurovisió 2021 amb el tema Last Dance.